# Rolls-Royce Motors
Rolls-Royce Motors foi uma divisão da Rolls-Royce de 1906 até 1973, quando foi estatizada pelo Governo britânico devido a uma grande crise financeira. Atualmente, faz parte do BMW Motors.

## História
Foi adquirida pela Vickers plc em 1980 e, posteriormente, foi vendida à Volkswagen em 1998. Também em 1998, a BMW adquiriu outra divisão da Rolls-Royce Limited e também o direito de fabricar a marca. Após longas negociações, a Volkswagen aceitou fabricar a marca somente até 2003, passando os direitos exclusivos à BMW. A BMW, por sua vez, cedeu a patente do motor V8 e a fábrica localizada em Crewe, onde a Volkswagen instalou uma fábrica da Bentley.

## Carros fabricados
Como divisão da Rolls-Royce Limited
- Silver Shadow; Bentley T (1965 - 1980)
- Phantom VI (1968 - 1991)
- Corniche (1971 - 1996)
- Camrgue (1975 - 1986)
- Silver Spirit; Bentley Mulsanne (1980 - 1998)

Como divisão da Volkswagen AG
- Silver Seraph; Bentley Arnage (1998 - 2002)
- Corniche V; Bentley Azure (2000 - 2002)